# Verleihung der Student Academy Awards 2019
Die 46. Verleihung der Student Academy Awards fand im Oktober 2019 im Samuel Goldwyn Theater in Beverly Hills statt. Die Finalisten wurden Mitte August 2019 bekanntgegeben, die Auszeichnungen vorab Mitte September 2019.

## Auszeichnungen und Nominierungen

### Alternative/Experimental (Domestic and International Film Schools)
- Georden West, „Patron Saint“, Emerson College
- Nicole Aebersold, „Rumours“, Filmuniversität Babelsberg Konrad Wolf – Deutschland
- Kaylin George, "Two Paper Nightingales", Chapman University

### Animation (Domestic Film Schools)
- Gold: Kalee McCollaum, „Grendell“, Brigham Young University
- Silber: Aviv Mano, „Game Changer“, Ringling College für Kunst und Design
- Bronze: Emre Okten, „Two“, University of Southern California
- Liukaidi Peng, „CRUNCH“, School of Visual Arts
- Sanghyun Kim, „Misguided“, Ringling College für Kunst und Design
- Trilina Mai, „Push“, California State University – Long Beach
- Asher Horowitz, „why z“, School of Visual Arts

### Animation (International Film Schools)
- Daria Kashcheeva, „Tochter“, FAMU – Film- und Fernsehschule der Akademie der darstellenden Künste in Prag – Tschechische Republik
- Veronica Solomon, „Love Me, Fear Me“, Filmuniversität Babelsberg Konrad Wolf – Deutschland
- Mohamad HouHou, „The Ostrich Politic“, Gobelins, Ecole de l’Image – Frankreich

### Documentary (Domestic Film Schools)
- Gold: Eva Rendle, „All That Remains“, University of California, Berkeley
- Silber: Prinzessin Garrett, „Sankofa“, Universität Villanova
- Bronze: Abby Lieberman und Joshua Lucas, „Something To Say“, Columbia University
- Jordan Klein und Aaron Rose, "Off the Court: Die Geschichte von Kezo Brown", Northwestern University
- Jordan Gorman, Brenten Brandenburg und Kaustubh Singh, „That Was Ray“, Chapman University
- Shelby Thompson, „Relentless“, Chapman University
- Chuang Xu, „Twinkle Dammit!“, School of Visual Arts

### Documentary (International Film Schools)
- Yifan Sun, „FAMILY“, polnische nationale Film-, Fernseh- und Theaterschule in Lodz – Polen
- Gisela Carbajal Rodríguez, „Oro Blanco“, Hochschule für Fernsehen und Film München (HFF) – Deutschland
- Alejandra Retana, César Camacho und César Hernández, „The winds Heritage“, Universität von Guadalajara – Mexiko

### Narrative (Domestic Film Schools)
- Gold: Asher Jelinsky, „Miller & Son“, Amerikanisches Filminstitut
- Silber: Hao Zheng, „The Chef“, Amerikanisches Filminstitut
- Bronze: Omer Ben-Shachar, „Tree # 3“, Amerikanisches Filminstitut
- Sarah Gross, „Boléro“, University of Southern California
- Jeremy Merrifield, „BALLOON“, Amerikanisches Filminstitut
- Oran Zegman, "Marriage Material, the Musical!", Amerikanisches Filminstitut
- Caroline Friend, „Under Darkness“, University of Southern California

### Narrative (International Film Schools)
- Gold: Zoel Aeschbacher, „Bonobo“, École Cantonale d’Art de Lausanne – Schweiz
- Silber: Rikke Gregersen, „Dog Eat Dog“, Westerdals Kristiania University College – Norwegen
- Bronze: Charlie Manton, „November 1st“, Nationale Film- und Fernsehschule – Großbritannien
- Johannes Bachmann, „Quiet Land Good People“ (Stilles Land Gutes Land), Zürcher Hochschule der Künste – Schweiz
- Natalia García Agraz, „The last romantic“, Centro de Capacitación Cinematográfica – Mexiko
- Masha Clark, „Señor“, The London Film School – Vereinigtes Königreich
- Korwin Quiñonez, „Human“, Incine – Ecuador